# Drakengard
Drakengard, conocido en Japón como Drag-On Dragoon (ドラッグ オン ドラグーン Doraggu on doragūn), es un videojuego de acción desarrollado por Cavia y publicado por Square Enix en el año 2003 para PlayStation 2 y teléfonos móviles. Fue distribuido en Europa por la empresa Take-Two Interactive y por Square Enix en el resto del mundo.
Se trata de un juego de acción y peleas multitudinarias en tercera persona, en el que el jugador toma el control de un guerrero llamado Caim el cual debe enfrentarse a ejércitos de enemigos tanto sobre el terreno como en batallas aéreas a lomos de una dragona, su forzada compañera de aventuras mediante un pacto de sangre.
Tiene dos continuaciones: Drakengard 2 y Drakengard 3, así como dos spin-off titulados Nier  y NieR: Automata.

## Modalidades de juego

### Batalla aérea
En este campo, el jugador solo puede usar a la dragona. Puede lanzar llamas con el círculo, o mantener presionado el botón para lanzar muchos proyectiles menos efectivos pero más certeros. Con los botones "L1" y "R1" se puede hacer un movimiento lateral a la izquierda o derecha respectivamente, al presionarlos al mismo tiempo, da una vuelta en U. El botón "X" es para acelerar, al llenar la barra de magia se puede hacer un ataque especial con el botón "triángulo".

### Batalla de tierra
En este tipo de batalla se puede utilizar tanto a Caim como a la dragona. Ésta tiene los mismos botones que en una batalla aérea, y el botón "Select" es para subir y bajar de su montura.
Al usar a Caim el botón "X" es para saltar, el botón "cuadrado" es para atacar, el botón "triángulo" para usar la magia y el botón "círculo" para cambiar a tu compañero.

## Argumento
Drakengard es un videojuego de rol y acción, donde el mundo, dividido en dos potencias, La Alianza y el Imperio, se mantiene estable gracias a los sellos. En el juego tú manejas a Caim, un guerrero de la Alianza, el corazón de Caim esta lleno de odio hacia los dragones, debido a que vio como su padre y su madre eran asesinados por un dragón del Imperio. Al ser asesinados los padres de Caim, este solo se quedó con su hermana Furiae, quien fue nombrada diosa, y posee un sello, que no debe ser roto aunque el Imperio trata de romperlos. Controlando a Caim, el jugador debe luchar contra las imponentes hordas imperiales y descubrir cuales son sus planes de destrucción.
La historia de Drakengard comienza cuando el Imperio asedia el castillo de la diosa Furiae. La Alianza lo defiende a duras penas. Entre sus filas se encuentra Caim que es gravemente herido a causa de un profundo corte en la espalda. Debido a que la batalla estaba perdida, Caim se ve obligado a socorrer a Furiae. En el castillo, Caim se encuentra a una dragona de color rojo. Por un momento, Caim iba a matarla pero desiste y le ofrece a la dragona que formen un pacto. Ella acepta y sus corazones se unen aunque tal unión conlleva un sacrificio por parte del demandante. En este caso, Caim pierde la capacidad de hablar.
Una vez renacido Caim, con la ayuda de la dragona empiezan a expulsar de los alrededores a las tropas Imperiales, pero se da cuenta de que los soldados del Imperio han conseguido entrar, así que Caim se dirige allí a solas. En el castillo se encontraba Furiae protegida por Inuart, amigo de la infancia de Caim y estaba locamente enamorado de ella. Una vez terminada la batalla, se dan cuenta de que la diosa esta desprotegida, así que deciden ir a los poblados elfos.
En el bosque, descubren que el Imperio se ha extendido por todo el continente. Tras enfrascarse en algunas batallas, llegan al poblado elfo que está destruido. Mientras están allí, encuentran un soldado imperial muerto y al lado suyo un texto que menciona a los Custodios. Allí Caim y su dragona perciben la presencia de otro hombre que ha hecho un pacto. Se dirige entonces al desierto donde rescata a ese hombre de una prisión imperial. Su nombre es Verdelet, es un sacerdote que hizo un pacto con un dragón petrificado, su sacrificio fue la calvicie permanente. En el desierto, Caim se da cuenta de que el Imperio trata de romper los sellos, así comienza una sangrienta lucha a contrarreloj (la cual se culmina con uno de los 5 finales disponibles) y donde conocerán a 3 aliados (Seere, Arioch y Leonard) todos ellos también han hecho un pacto.